# یواس‌سی‌جی‌سی بلک‌تورن (دبلیوال‌بی-۳۹۱)
یواس‌سی‌جی‌سی بلک‌تورن (دبلیوال‌بی-۳۹۱) (به انگلیسی: USCGC Blackthorn (WLB-391)) یک کشتی بود که طول آن ۱۸۰ فوت (۵۵ متر) بود. این کشتی در سال ۱۹۴۳ ساخته شد.